# Pseudomyrmex kuenckeli
Pseudomyrmex kuenckeli är en myrart som först beskrevs av Carlo Emery 1890.  Pseudomyrmex kuenckeli ingår i släktet Pseudomyrmex och familjen myror. Inga underarter finns listade i Catalogue of Life.

## Bildgalleri

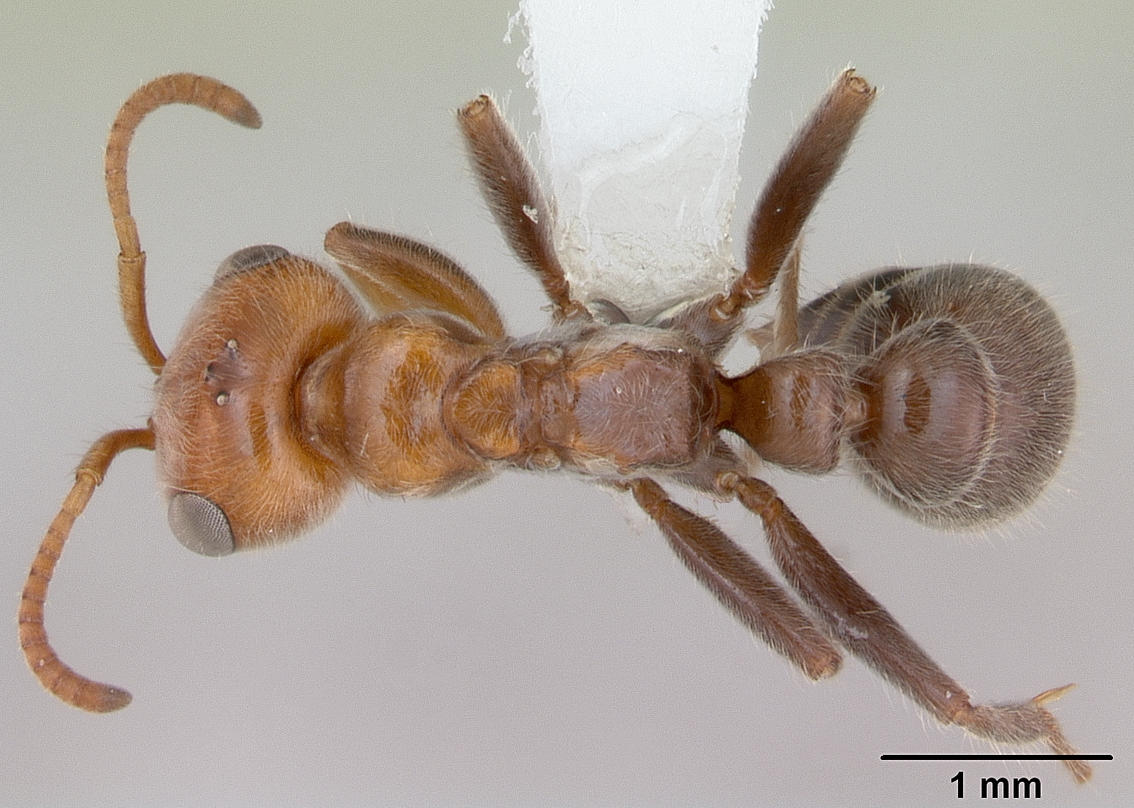
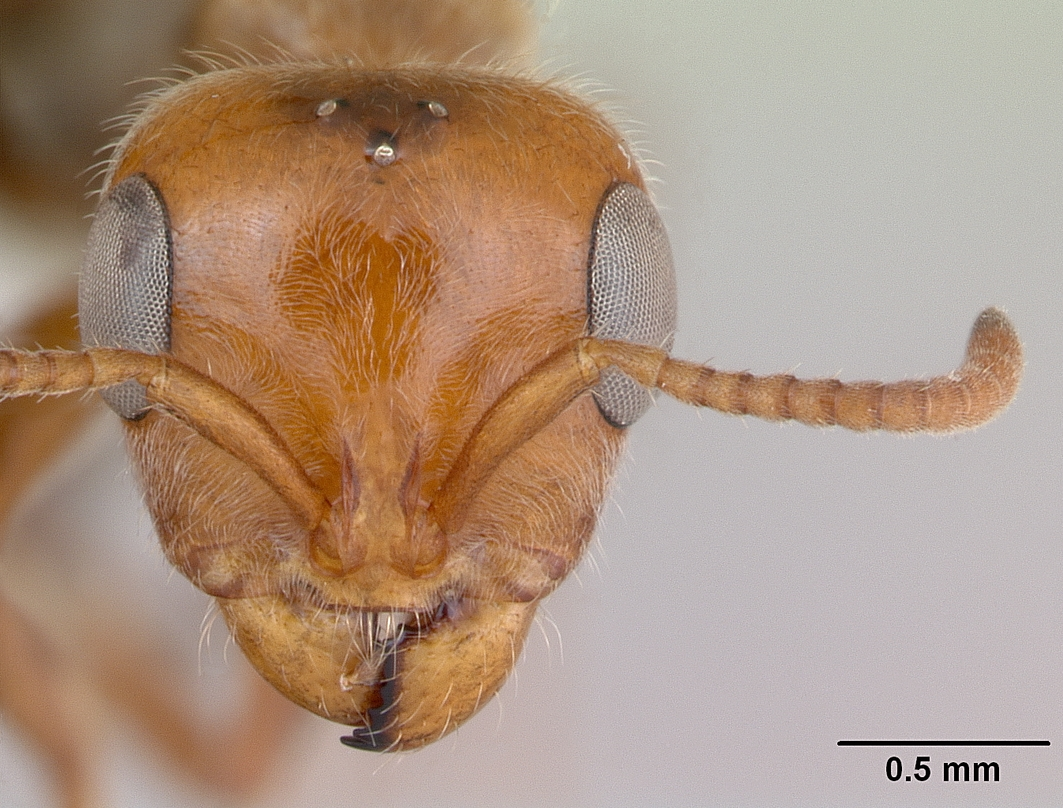
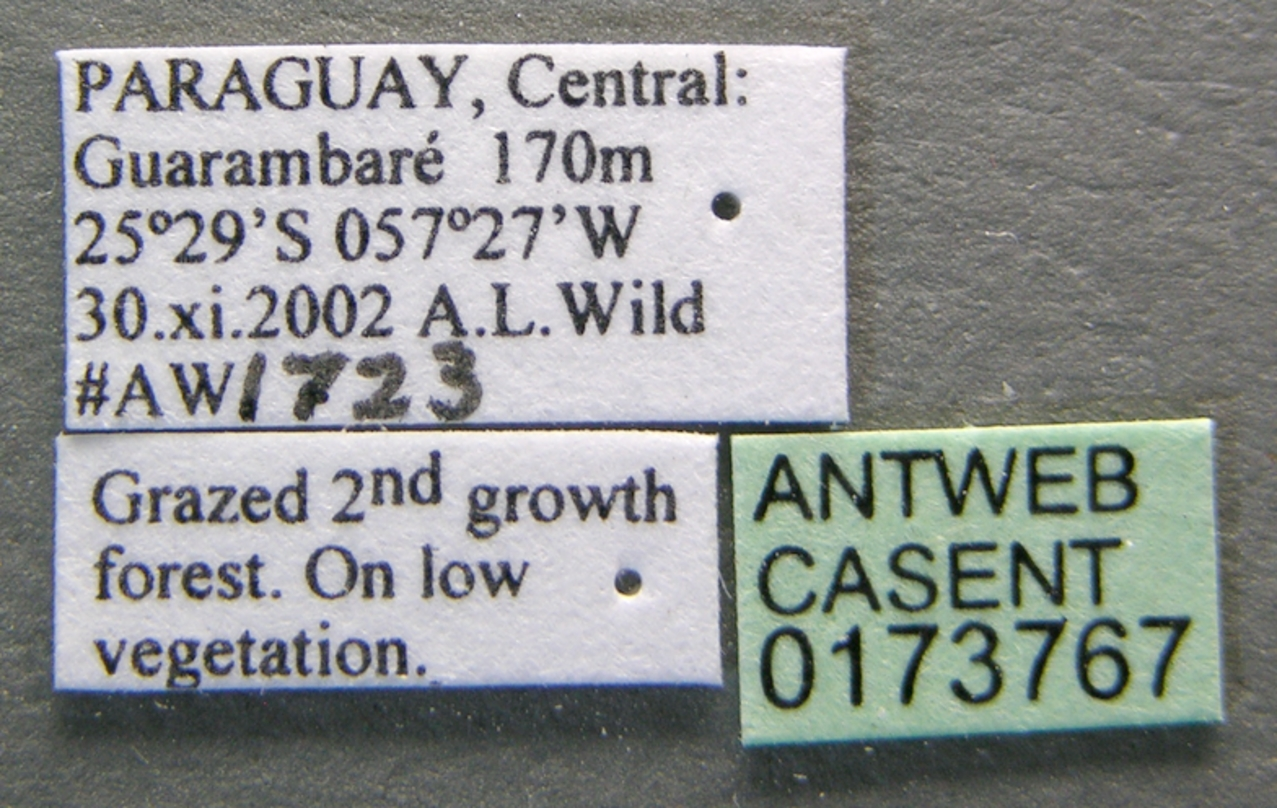
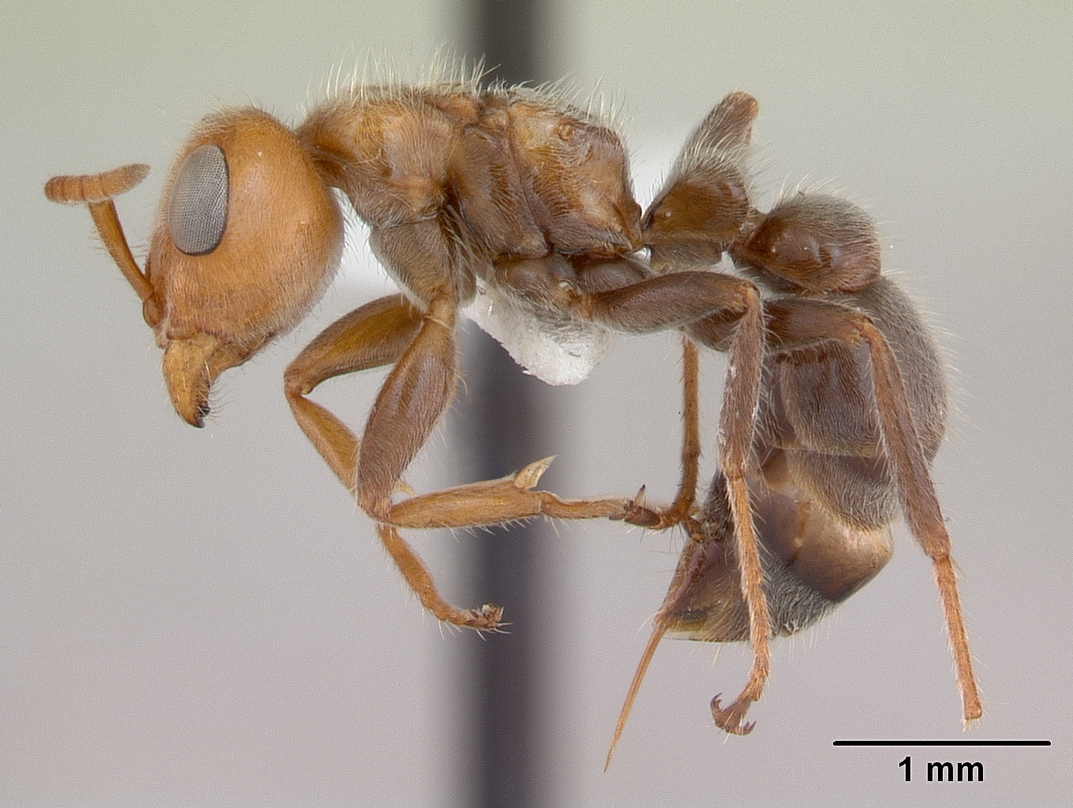
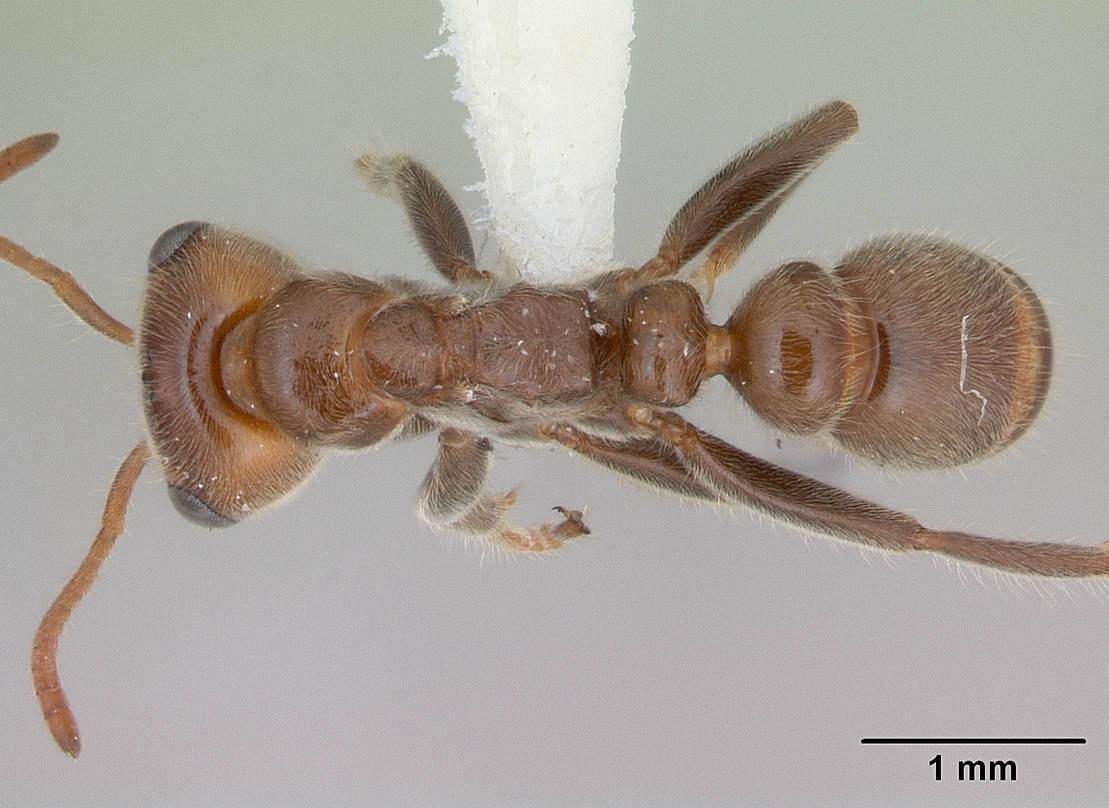
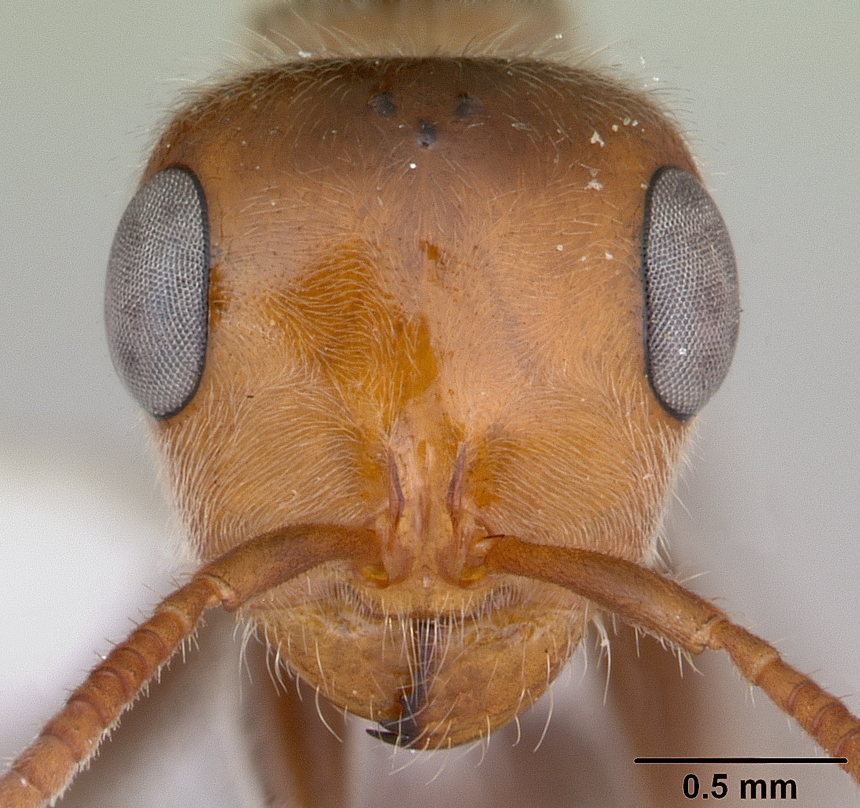